# Semyon Alesker
Semyon Alesker (em hebraico:  סמיון אלסקר; 1972) é um matemático israelense, professor da Universidade de Tel Aviv.
Por suas contribuições em geometria convexa e geometria integral recebeu o Prêmio EMS de 2000 e o Prêmio Erdős de 2004.
Foi palestrante convidado do Congresso Internacional de Matemáticos em Pequim (2002: Algebraic structures on valuations, their properties and applications).